# Neusetzgasse
Die Neusetzgasse befindet sich im 10. Wiener Gemeindebezirk Favoriten. Sie wurde 1874 neu angelegt und nach einer Weingartenriede benannt. Der Name stammt von neuen Weinkulturen, die nach dem Ende der Türkenkriege 1683 angelegt wurden (In der Neusetz).

## Lage und Charakteristik

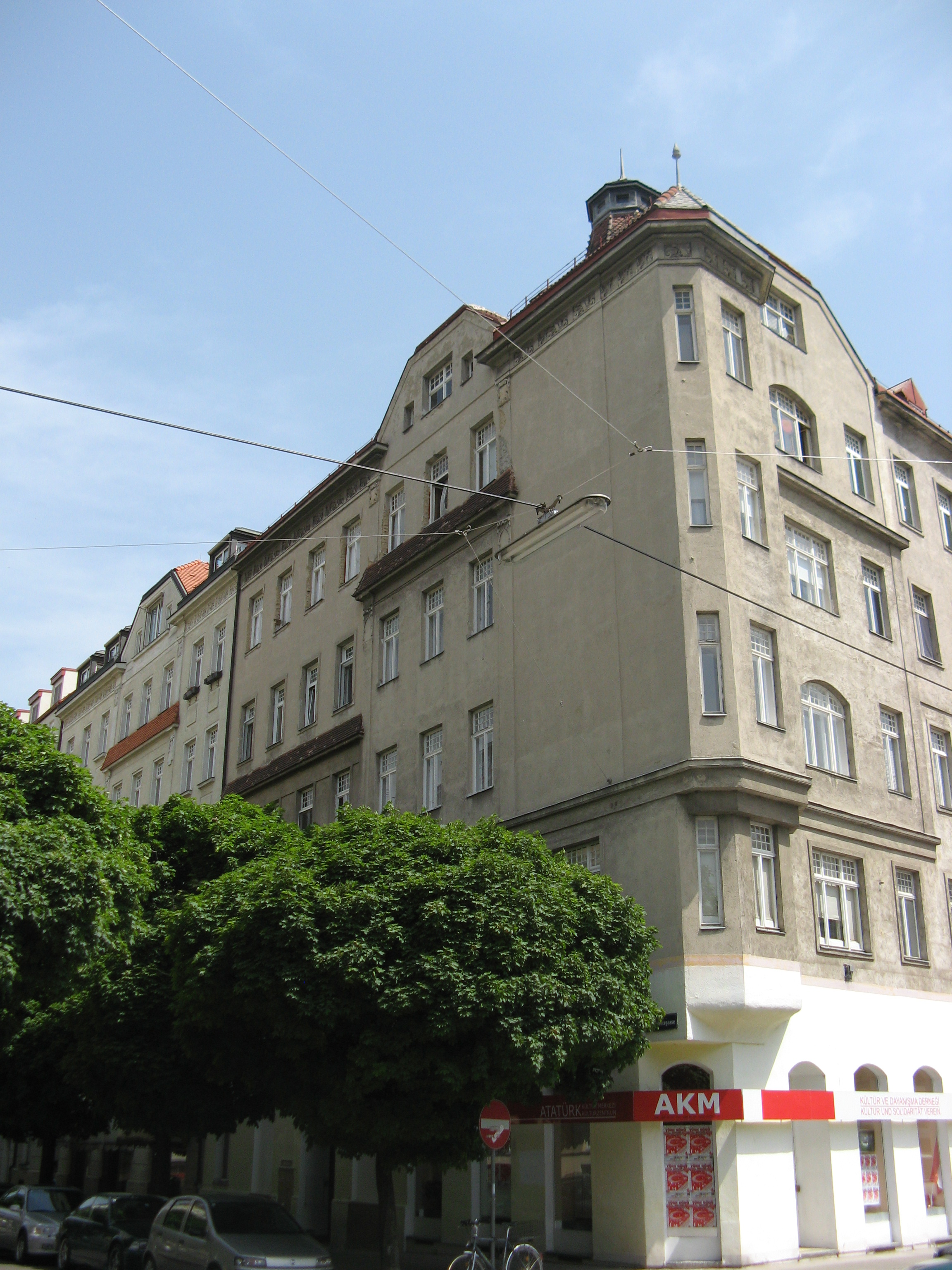
Neusetzgasse an der Mündung zum Antonsplatz

Die kurze Neusetzgasse besitzt eine exponierte Lage, da sie den Reumannplatz im Norden mit dem Antonsplatz im Süden verbindet, wobei die Antonskirche vom Reumannplatz aus durch die Neusetzgasse sichtbar wird. Die Gasse ist mit Alleebäumen bestanden, ihre einheitliche Verbauung besteht aus Wohnhäusern, großteils aus der Zeit der Jahrhundertwende um 1900. Die Gasse wird als Einbahnstraße geführt, es verkehren keine öffentlichen Verkehrsmittel. Diese sind allerdings in unmittelbarer Nähe bei der Station Reumannplatz U1, Straßenbahn- und Autobusknotenpunkt, hochrangig präsent.
1874 wurden die südlich der Südbahn liegenden Teile des 4. und des 5. Bezirks zum neuen 10. Bezirk, Favoriten, zusammengefasst; das Bezirksgebiet wurde durch Eingemeindung der Gegend um die spätere Antonskirche (bis dahin Teil der Gemeinde Inzersdorf) erweitert. Im gleichen Jahr wurden Flächenwidmung und Straßennetz der Gegend vom heutigen Antonsplatz bis zum südlich davon gelegenen ehemaligen Alten Landgut amtlich festgelegt und die meisten Gassennamen beschlossen.

## Gebäude

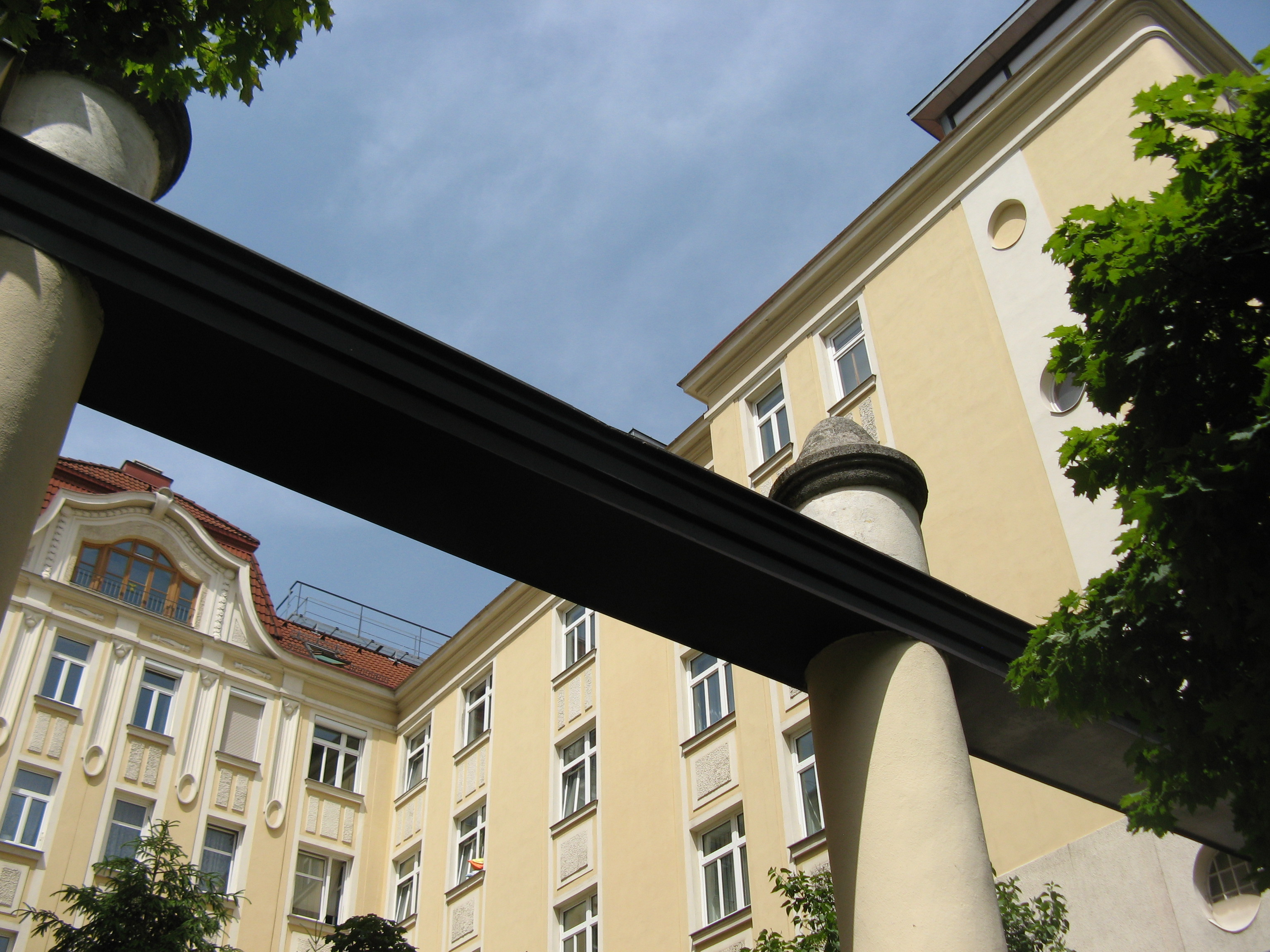
Neusetzgasse 4–8

### Nummer 4, 6, 8
Die secessionistischen fünfgeschoßigen Zinshäuser wurden 1912 von Karl Kastner um einen zur Neusetzgasse offenen Straßenhof errichtet. Der Hof ist gegenüber der Straße mit einer Säulenreihe und schmiedeeisernem Gittertor abgegrenzt.

### Nummer 7, 9
Das ebenfalls fünfgeschoßige secessionistische Doppelhaus entstand 1911–1912 nach Plänen von August Belohlavek. Die Haustore und bei Nummer 7 die Wohnungstüren sind noch original aus der Entstehungszeit des Gebäudes erhalten.